# Friedrich Rösch (Feuerwehrfunktionär)

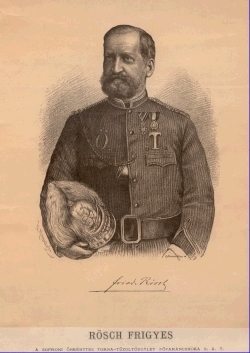
Friedrich Rösch

Friedrich Rösch (* 8. Januar 1832 in Reutlingen; † 10. August 1923 in Merenye, Tschechoslowakei) war ein deutsch-ungarischer Pädagoge und Pionier des Feuerwehrwesens in Westungarn.

## Leben
Friedrich  Rösch studierte nach dem Besuch der Oberrealschule in Reutlingen an der Polytechnischen Schule Stuttgart. Im Jahr 1848 wurde er Mitglied des Corps Stauffia. Nach dem Studium wurde er Realschullehrer Neuffen, Nürtingen und Esslingen. 1853 ging er nach Ungarn und war zunächst Realschullehrer in Oberschützen im heutigen Burgenland. In den Jahren 1868 bis 1884 unterrichtete er in Sopron (deutsch: Ödenburg) als Professor an der dortigen Communal- die Fächer Mathematik, Geometrie, Zeichnen und Sport.
Im Jahr 1866 wurde in Sopron auf seine Initiative hin als erste Freiwillige Feuerwehr Ungarns der  Turn- und Feuerwehrverein gegründet. In der Folge kam es zu weiteren Gründungen in den ungarischen Städten.  Mit seinen Vorträgen in Sopron über die Ausbildung und Ausrüstung von Feuerwehrvereinen, an denen im Jahr 1869 etwa 400 Delegierte aus Westungarn teilnahmen, förderte er diese Entwicklung maßgeblich. 1870 konstituierte sich unter seinem Vorsitz der Landesbund als gesamtungarische Feuerwehrorganisation. In den Jahren 1866 bis 1911 war er Leiter der Freiwilligen Feuerwehr von Sopron. Er war der Verfasser von Schriften zum Feuerwehrwesen.

## Auszeichnungen
- Ritterkreuz des Franz-Joseph-Ordens, 1906
- Ernennung zum Ehrenbürger von Sopron, 1911[4]
- Relief und Gedenktafel zu Ehren von Friedrich Rösch im István-Széchenyi-Gymnasium in Sopron, 2008

## Schriften
- Feuerwehrbüchlein, 1870
- Die Feuerwehr in kleinen Städten, Dörfern und Pußten, 1878
- Organisations- und Exerzier-Vorschriften für freiwillige Feuerwehren, 1889 (zusammen mit Julius Szabó)